# یحیی ضبیانی
یحیی ضبیانی (عربی: يحيى ضبياني؛ زادهٔ ۵ اکتبر ۱۹۹۲) یک ورزشکار اهل عربستان سعودی است.
از باشگاه‌هایی که در آن بازی کرده‌است می‌توان به باشگاه فوتبال الفیصلی عربستان سعودی و باشگاه فوتبال الحزم عربستان سعودی اشاره کرد.